# Alfaro huberi
Pour les articles homonymes, voir Alfaro.
Espèce
Synonymes
- Priapichthys huberi Fowler, 1923
- Furcipenis huberi (Fowler, 1923)
- Alfaro hubberi (Fowler, 1923)[1]

Alfaro huberi est une espèce de poissons de la famille des Poeciliidae et du genre Alfaro. Cette espèce est endémique d'Amérique centrale.

## Étymologie
Alfaro: Extrait de Anastasio Alfaro, zoologiste du musée d'histoire naturelle du Costa Rica.

## Répartition géographique
Amérique centrale: sud du Guatemala, le Honduras et le Nicaragua.